# Cliffortia juniperina
Cliffortia juniperina är en rosväxtart som beskrevs av Carl von Linné d.y.. Cliffortia juniperina ingår i släktet Cliffortia och familjen rosväxter. Utöver nominatformen finns också underarten C. j. pilosula.